# Осима (аэропорт)
Аэропорт Осима  (яп. 大島空港 о:сима-ку:ко:) — аэропорт, расположенный на острове Идзуосима.

## История
Аэропорт Осима был построен в июне 1964 года и имел взлётно-посадочную полосу в 1200 метров длиной. Взлётно-посадочную полосу удлинили до 1800 метров в октябре 2002 года для того, чтобы аэропорт мог использоваться реактивными самолётами. В августе 2008 года All Nippon Airways наладило сообщение между аэропортами Осима и Ханеда в Токио. В августе 2009 года было налажено сообщение к аэропорту Тёфу.